# Rätsel der Urwaldhölle
Rätsel der Urwaldhölle ist ein deutscher Dokumentarfilm, den die UFA im Jahr 1938 in die Kinos brachte. Er besteht aus Schwarz-Weiß-Filmaufnahmen, die der zur NSDAP und zur SS gehörende Forscher Otto Schulz-Kampfhenkel als Leiter einer Expedition in das Amazonasgebiet von 1935 bis 1937 angefertigt hatte. Die Expedition hieß Amazonas-Jary-Expedition und diente auch dem Ziel, den Nationalsozialisten einen deutschen Brückenkopf in Südamerika zu sichern.
Unter demselben Titel wie der Film erschien 1938 im Deutschen Verlag auch ein Buch von Schulz-Kampfhenkel als Expeditionsbericht. Es trägt den Untertitel Vorstoß in unerforschte Urwälder des Amazonenstromes.

## Beschreibung
Die 17-monatige Expedition startete am Wasserfall Santo Antonio, der sich am Unterlauf des Amazonas-Nebenflusses Jary befindet, und bewegte sich den Jary aufwärts in Richtung Französisch-Guayana. Die Deutschen nahmen vor allem zu Transportzwecken die Hilfe mehrerer Indianer in Anspruch. Der Film schildert auch die Jagd auf Urwaldtiere, das Leben der Indianer und wie die Expeditionsreisenden ihre schweren Boote mit der Ausrüstung an Wasserfällen vorbei durch den Dschungel schleppen mussten, um die Wasserfälle zu überwinden.
Die Expedition wurde auch durch die Auslandsorganisation der NSDAP (NSDAP/AO) und die brasilianische Regierung gefördert und fand im Auftrag des Museu Nacional do Rio de Janeiro und des Kaiser-Wilhelm-Instituts für Biologie statt.
Während der Expedition entwarfen Schulz-Kampfhenkel und sein Gefährte Gerd Kahle einen Plan, wie das Dritte Reich Französisch-Guayana und die benachbarten Kolonien, die später die Namen Guayana bzw. Surinam erhielten, erobern könne. Der Plan, den Schulz-Kampfhenkel später erfolglos Heinrich Himmler unterbreitete, wird im Film nicht erwähnt.

## Produktion
Ursprünglich sollte das Bild- und Tonmaterial, das während der Expedition aufgenommen worden war, nur zu Beweis- und Auswertungszwecken dienen; erst später fiel die Entscheidung, es zu einem Kinofilm zu verarbeiten. Die Aufnahmen umfassten auch 2700 Meter 16-mm-Film. Diese wurden im Sommer 1937 im Studio Babelsberg unter maßgeblicher Mitwirkung von Schulz-Kampfhenkel und seinem Expeditionsgefährten Gerd Kahle zu dem Kinofilm zusammengeschnitten. Die Kommentare in dem Film sprach Schulz-Kampfhenkel selbst ein. Der Komponist Franz R. Friedl unterlegte den Film mit dramatischer Orchestermusik.

## Veröffentlichung
Die Filmgesellschaft UFA bewarb den Film mit Filmplakaten, auf denen auch barbusige Indianerinnen aus dem Amazonas-Gebiet zu sehen waren. Die populäre Zeitschrift Illustrierter Film-Kurier widmete dem Film eine Titelgeschichte. Die Premierenaufführung des Films war am 11. März 1938. In den deutschen Kinos lief er über mehrere Wochen im Hauptprogramm. In UFA-Werbematerialien wurde der Film als „Forschungsgroßfilm“ und „Kultur-Großfilm“ angepriesen. Von der deutschen zeitgenössischen Kritik erhielt der Film großes Lob. Der brasilianische Konsul in Danzig hingegen kritisierte gegenüber dem brasilianischen Außenministerium 1938, dass der Film den Ruf Brasiliens gefährde. Für den deutschen Journalisten Jens Glüsing stand in seinem 2008 erschienenen Buch über die Expedition fest, dass Schulz-Kampfhenkel den Film für Propaganda für die deutsche Auslandsforschung genutzt habe.
Ebenfalls 1938 erschien im Deutschen Verlag Schulz-Kampfhenkels Bericht über die Expedition in Buchform. Von den ersten beiden Auflagen wurden über 100.000 Exemplare verkauft. Im Folgejahr erschien das Buch auf Englisch unter dem Titel „Riddle of Hell’s Jungle“.
Nach dem Zweiten Weltkrieg wurden das Buch und der Film in geänderten, denazifizierten Versionen neu veröffentlicht. Hinweise auf Schulz-Kampfhenkels NS-Vergangenheit fehlten nun. Das überarbeitete Buch erschien 1953 im Ullstein-Verlag. Der Film wurde als Lehrmaterial in Schulen und Universitäten verwendet.